# يوهان إليرت بودي
يوهان إليرت بودي (بالألمانية: Johann Elert Bode)‏ عالم فلك ألماني (ولد في 19 يناير 1747 وتوفي في 23 نوفمبر 1826) عرف بصياغة وتعميم قانون تيتوس-بودي كما أنه حسب مدار أورانوس كما أنه كان من اقترح اسمه الحالي.

## سيرته الذاتية
ولد بودي في هامبورغ، وقد عانى في شبابه من مرض في عينه مما أدى إلى تضرر عينه اليمنى بشكل تدريجي، واستمرت معاناته من عينيه طوال فترة حياته.
.
وكان بودي مدير لمرصد برلين وأصدر سنة 1801 أطلس سماوي باسم أورانوغرافيا يهدف إلى دقة عرض تموضع النجوم وأجرام سماوية أخرى إضافة إلى تفسيرات رسوم الكوكبات. كما أصدر كتاب آخر وهو عبارة عن أطلس نجمي موجه لهواة الفلك. كما يعود إليه الفضل في اكتشاف مجرة بودي. كما سمي مذنب باسمه بعد وفاته والذي حسب مداره بواسطة إريك بروسبيرين

## روابط خارجية
- يوهان إليرت بودي على موقع الموسوعة البريطانية (الإنجليزية)